# Notre-Dame-des-Carmes (Pont-l’Abbé)

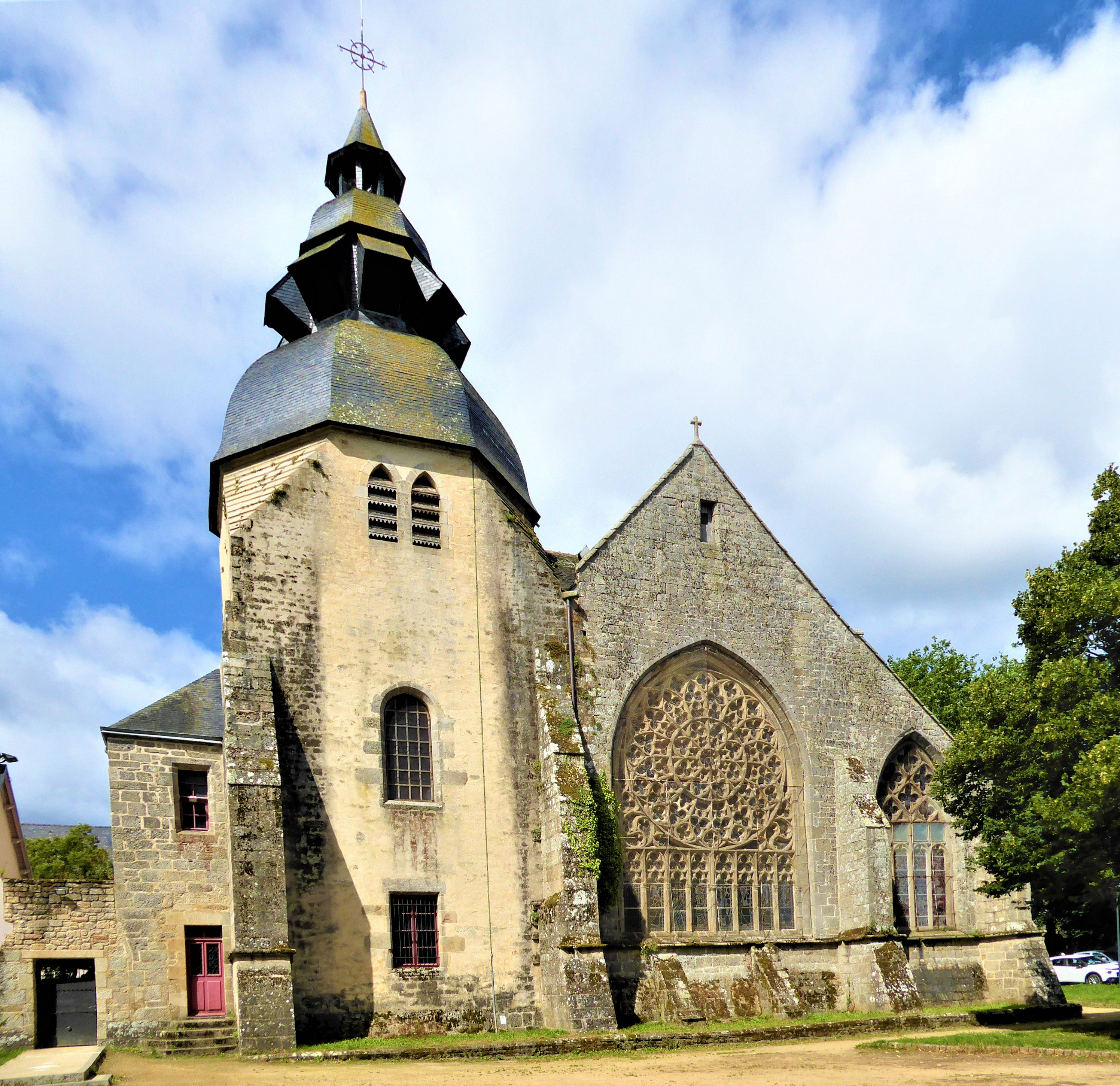
Notre-Dame-des-Carmes, Blick zum Chor

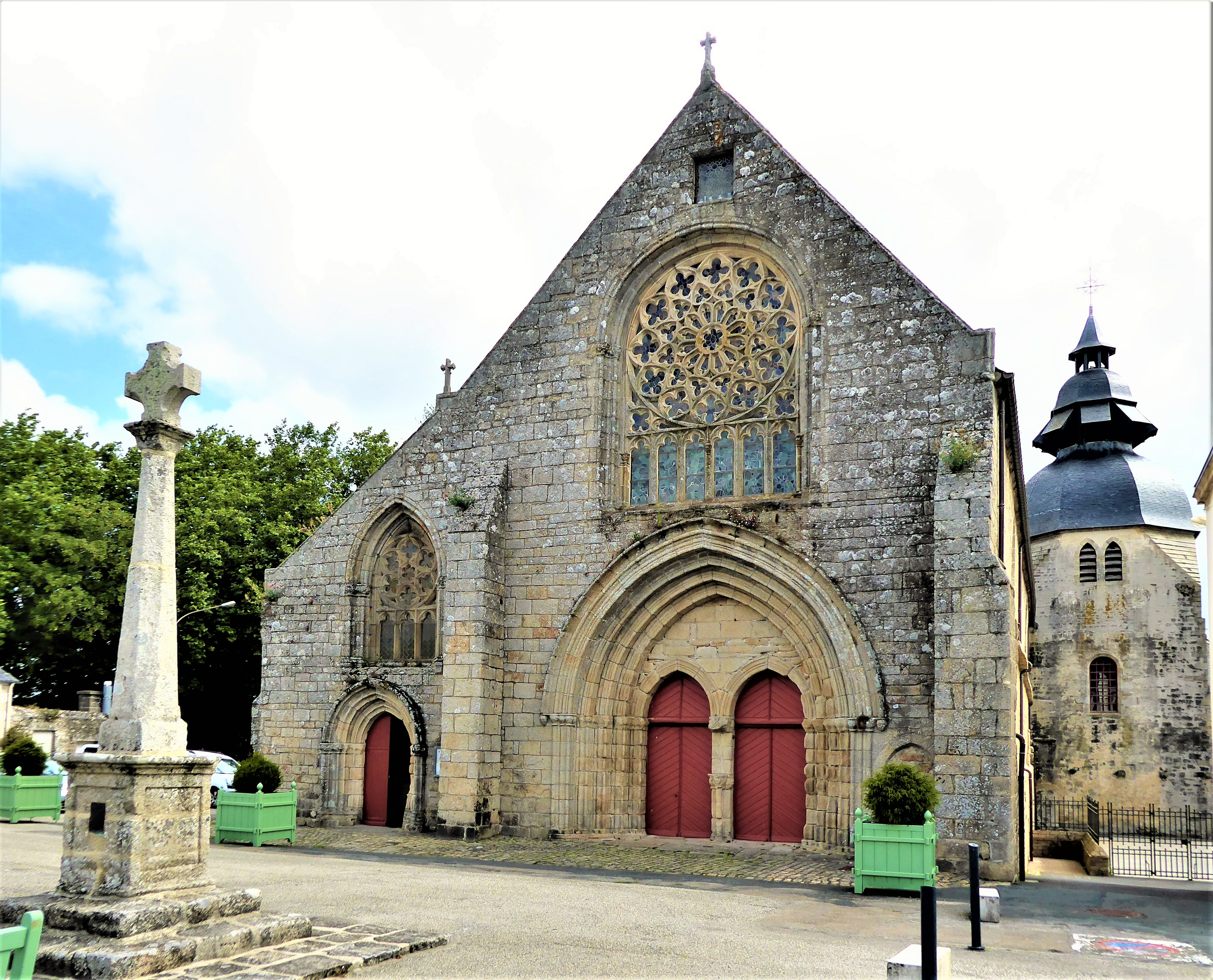
Westfassade

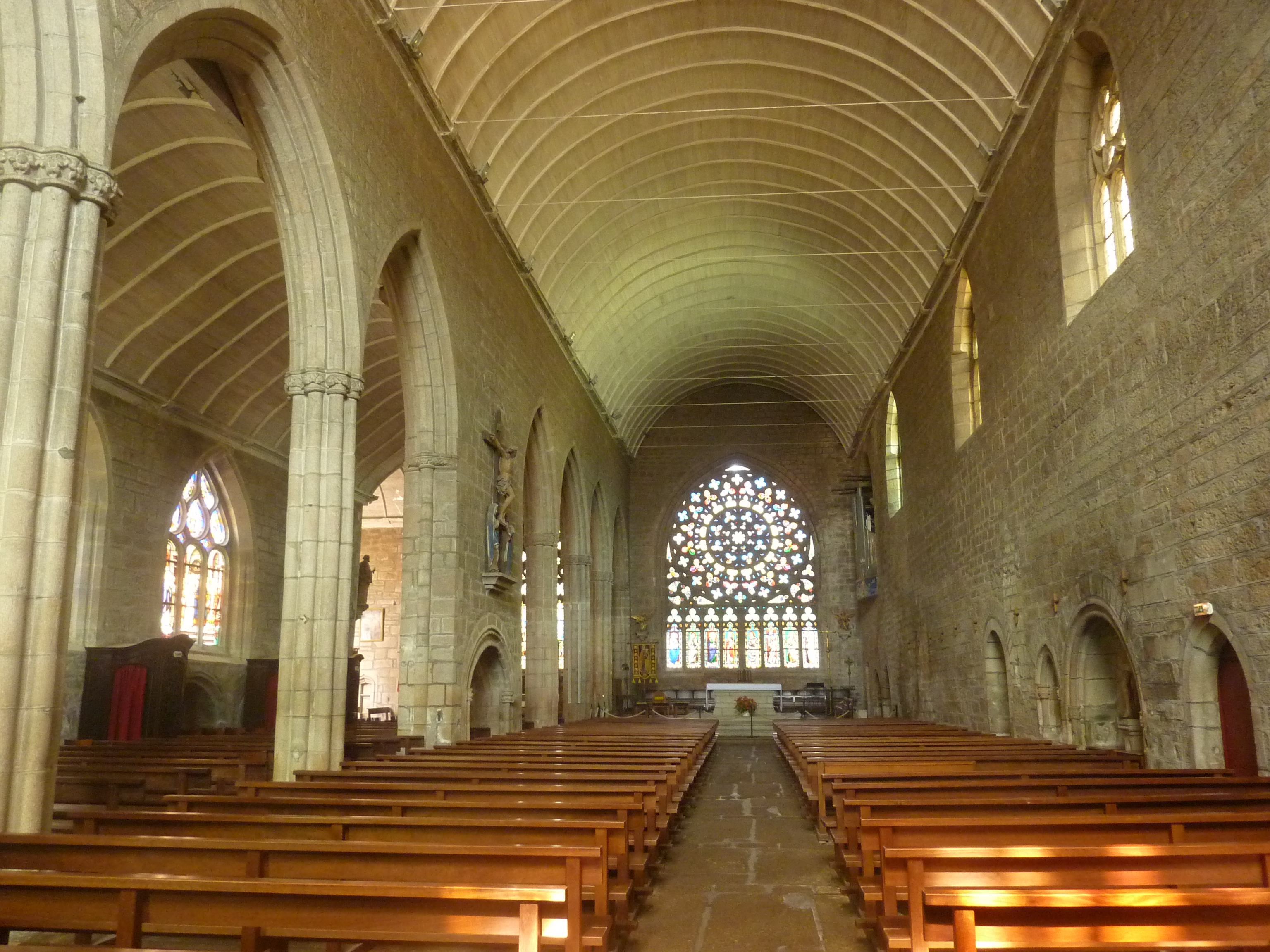
Blick durch das Mittelschiff

Notre-Dame-des-Carmes ist eine römisch-katholische Pfarrkirche in Pont-l’Abbé (Département Finistère) in der Bretagne. Das Gotteshaus war ursprünglich Klosterkirche der Karmeliten. Die Kirche ist seit 1914 als Monument historique klassifiziert.

## Geschichte
Das Karmelitenkloster wurde 1383 durch Henri III. Baron von Pont gestiftet.
Das Hauptschiff ist mit einem hölzernen Tonnengewölbe gedeckt, das nur auf der Nordseite vorhandene Seitenschiff mit einer hölzernen Halbtonne. Damit ist die Kirche eine Pseudobasilika niederländischen und englischen Typs.
Der Bau war 1411 abgeschlossen. Das Mittelschiff wird durch zwei herausragende Fensterrosen aus dem 15. Jahrhundert im Stil der Flamboyantgotik charakterisiert, die sich über dem Westportal bzw. in der Ostwand des Chores befinden. Der Kirchturm im Süden des Chores entstand erst im Jahr 1603. Zuvor besaß die Kirche typisch für einen Bettelorden keinen Turm.
Der zur Klosterkirche gehörende große Kreuzgang, der sich südlich des Gebäudes befand und um 1444 datiert wird, wurde 1880 demontiert und in Quimper im Lycée Chaptal wieder aufgebaut.
Im 19. Jahrhundert wurde das Innere mit dem Inventar der demolierten Kirche St-Jacques de Lambour ausgestattet.
Westlich vor der Kirche befindet sich das Kreuz Croix de l’église.